# Agnieszka Arnold
Agnieszka Arnold, född 1947, är en polsk dokumentärfilmare. Hon har gjort två filmer som handlar om massakern i Jedwabne under andra världskriget där den stadens judar (340 personer) massakrerades av den lokala polska befolkningen.

## Filmer
- Miś (1980) - som assisterande regissör
- Kto ziarno nadziei siał (1993)
- Anoszim, noszim, we-taf... (1993)
- Mit, tradycja, rzeczywistość (1994)
- Miasteczko (1995)
- Oberek (1996)
- Ocalona (1996)
- Bareizm (1997)
- Na początku była Trzcinica (1997)
- ...Gdzie mój starszy syn Kain (1999)
- Ikona Bożego Narodzenia (2000)
- Czarny lipiec (2001)
- Sąsiedzi (2001)
- Bohater (2002) - om Romuald Rajs
- Historia matematyka polski (2003)
- Oczyszczenie (2003)
- Przebaczenie (2003)
- Polak z Żytomierza (2004)
- Lider (2005)
- Zula z Czeczenii (2005)
- Bunt Janion (2006)
- Niepodległość bez cenzury (2006)